# Jonc de mer
 (juillet 2019).
Si vous disposez d'ouvrages ou d'articles de référence ou si vous connaissez des sites web de qualité traitant du thème abordé ici, merci de compléter l'article en donnant les références utiles à sa vérifiabilité et en les liant à la section « Notes et références ».
Le jonc de mer a un tissage grossier. C'est la plus rustique mais aussi la plus résistante des fibres végétales. Cette plante aquatique de la famille des graminées qu'est le jonc de mer, pousse les pieds dans l'eau et est donc insensible à l'humidité.
Il ne se teint pas, mais se révèle particulièrement approprié pour les sols de la cuisine, de la salle de bains et, compte tenu de sa robustesse, de la véranda. Ce revêtement de sol a également le gros avantage de bien isoler thermiquement et phoniquement une pièce.
Très résistant et se nettoyant facilement à l'eau, le jonc n'aime pas les pièces trop sèches ou trop ensoleillées et a besoin d'être humidifié régulièrement, au moins une fois par mois, sur toute sa surface au moyen d'une serpillère pour que ses fibres conservent leur élasticité et leur brillance.
Il se pose aussi simplement qu'un tapis.